# Johann Gottlieb Janitsch
Johann Gottlieb Janitsch, född den 19 juni 1708 i Schweidnitz, död omkring 1763 i Berlin, var en tysk tonsättare.
Janitsch blev, efter avslutade juridiska studier, sekreterare i krigsministeriet i Frankfurt an der Oder. Han anställdes 1736 som kammarmusiker vid dåvarande kronprinsens hov. Vid sin död var han intendent för militärmusiken i Berlin. Janitsch komponerade kantater och kvartetter med mera. Festmusik till Adolf Fredriks kröning i Stockholm tillskrevs honom länge, men den skrevs av Johan Helmich Roman.